# Třída Hajen
Třída Hajen byla třída dieselelektrických ponorek postavených pro Švédské námořnictvo. Tvořilo ji celkem šest jednotek. Švédské námořnictvo je zařadilo v letech 1957–1960 a provozovalo do roku 1980. Ve své době to byly největší švédské ponorky. Byly to první švédské ponorky vybavené šnorchlem.

## Stavba
Ponorky třídy Hajen představovaly první generaci švédských ponorek ovlivněnou německou ponorkou U-3503 typu XXI. Tu 8. května 1945 potopila vlastní posádka ve švédských teritoriálních vodách poblíž Göteborgu. Švédi ji 24. srpna 1946 vyzdvihli a pečlivě prozkoumali. Ponorky zkonstruovala švédská loděnice Kockums v Malmö. Celkem bylo postaveno šest jednotek. Jejich stavba byla objednána v letech 1949 a 1952. Do služby vstoupily v letech 1957–1960. Na stavbě se podílela ještě loděnice Karlskronavartet v Karlskroně.
Jednotky třídy Hajen:
| Jméno        | Loděnice         | Založení kýlu | Spuštěna           | Vstup do služby | Osud           |
| ------------ | ---------------- | ------------- | ------------------ | --------------- | -------------- |
| Hajen (Haj)  | Kockums          | 1953          | 11. prosince 1954  | 28. února 1957  | Vyřazena 1980. |
| Sälen (Säl)  | Kockums          | 1953          | 3. října 1955      | 8. dubna 1957   | Vyřazena 1980. |
| Valen (Val)  | Karlskronavartet | 1953          | 21. dubna 1955     | 4. března 1957  | Vyřazena 1980. |
| Bävern (Bäv) | Kockums          | 1955          | 3. února 1958      | 29. května 1959 | Vyřazena 1980. |
| Illern (Iln) | Karlskronavartet | 1955          | 14. listopadu 1957 | 31. srpna 1959  | Vyřazena 1980. |
| Uttern (Utn) | Kockums          | 1955          | 11. listopadu 1958 | 15. března 1960 | Vyřazena 1980. |

## Konstrukce

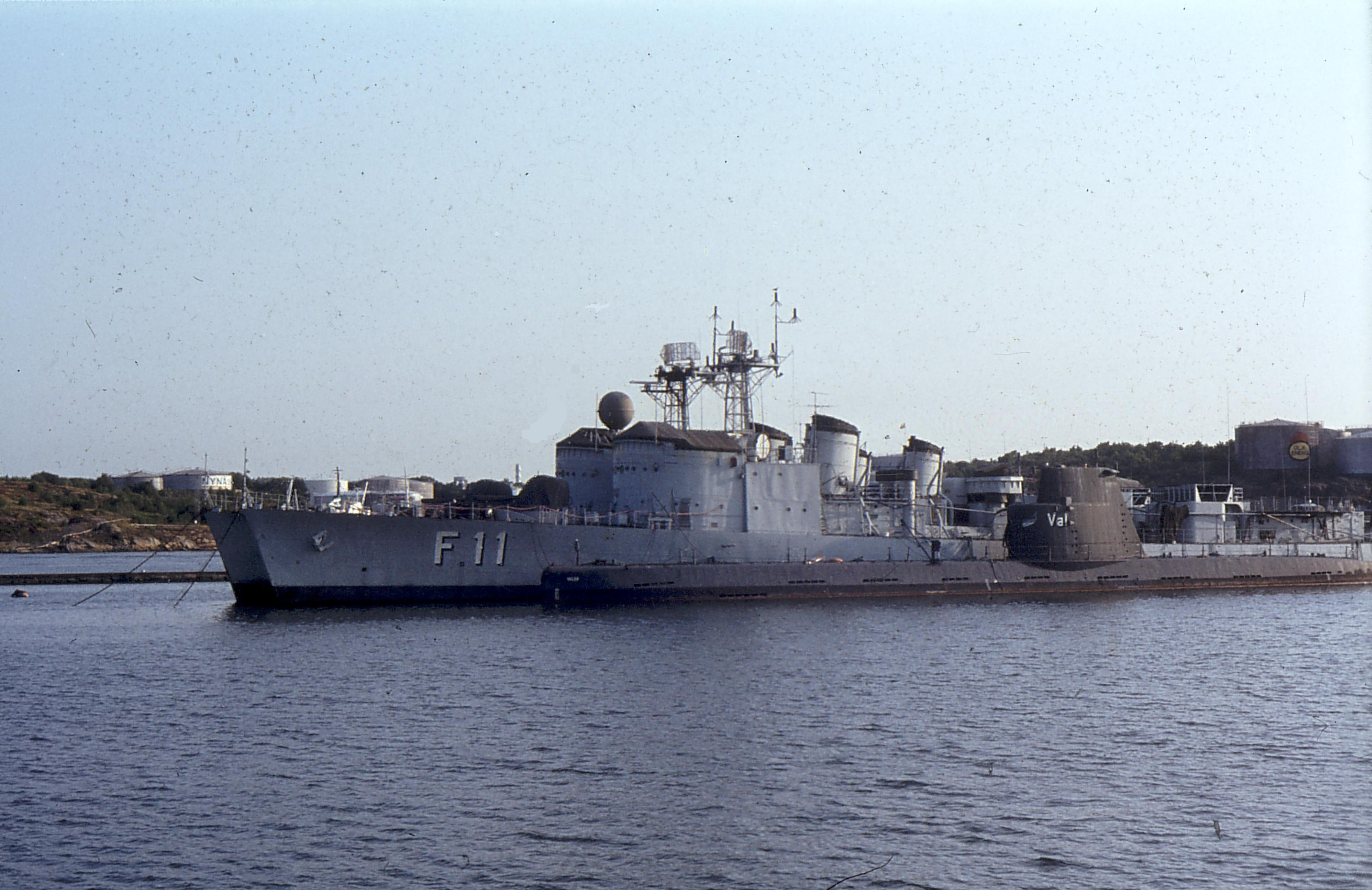
Valen po vyřazení

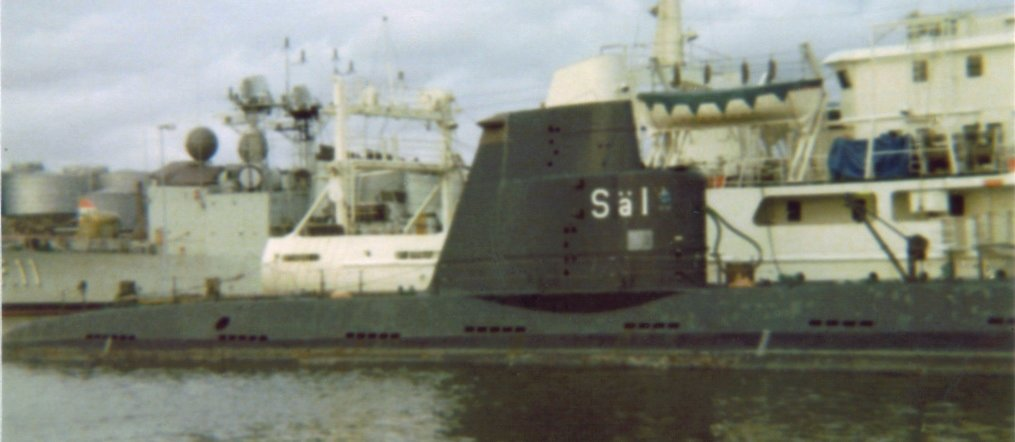
Sälen

Výzbroj tvořily čtyři 533mm torpédomety pro které bylo neseno celkem osm torpéd. Alternativně mohly nést námořní miny. Pohonný systém tvořily dva diesely Pielstick o výkonu 1660 hp a dva elektromotory ASEA o výkonu 2300 hp, roztáčející dva lodní šrouby. Nejvyšší rychlost dosahovala 16 uzlů na hladině a 20 uzlů pod hladinou. Operační hloubka ponoru byla 150 metrů.